# Football Club Internazionale Milano 2002-2003
Questa voce raccoglie le informazioni riguardanti il Football Club Internazionale Milano nelle competizioni ufficiali della stagione 2002-2003.

## Stagione

L'argentino Hernán Crespo, scelto in extremis per rimpiazzare il partente Ronaldo.

Un titolo mancato all'ultima giornata non pregiudicò la conferma di Héctor Cúper, cui il presidente Massimo Moratti offriva l'immediata possibilità del riscatto: una trattativa fallita con Nesta, ritenuto troppo costoso, portava a ripiegare su Fabio Cannavaro dal Parma, con Gamarra e Adani a completare il reparto, mentre Seedorf era ceduto al Milan in cambio di Coco. Il centrocampo venne rinforzato anche dagli acquisti di Morfeo e Almeyda.
Iscrittasi al tabellone principale della Champions League – con avversario nel preliminare il lusitano Sporting Lisbona – l'Inter si congedò da Ronaldo agli sgoccioli del mercato estivo, causa l'insanabile frattura in spogliatoio maturata col tecnico: l'ex laziale Crespo sostituiva il brasiliano trasferitosi a Madrid, fugando a suon di reti soprattutto in Champions League dove con 8 reti nelle prime 6 partite della fase a gironi fece segnare il nuovo record assoluto nella competizione, gli interrogativi sollevati dalla stampa circa la forzata convivenza con un «ariete d'area» quale Vieri.
Nonostante la qualificazione ottenuta come prima classificata, una piccola nota dolente fu la sconfitta riportata per mano del Lione, smarrendo un'imbattibilità a San Siro che perdurava nella massima competizione continentale dalla prima partita vinta il 25 settembre 1963 per un totale di 32 gare; il derby d'Italia del 19 ottobre 2002 fu invece archiviato da un pareggio, col portiere Toldo spintosi nell'area avversaria propiziando un gol in mischia.

Christian Vieri vinse la classifica marcatori con 24 reti in 23 presenze, eguagliando il record stabilito da Borel, l'unico prima di lui capace di primeggiare con un numero di reti superiore agli incontri disputati.

La sorprendente Udinese di Spalletti riservò il primo dispiacere in campionato, crisi acuita dal doppio pari all'Olimpico e dalla stracittadina persa il 23 novembre 2002: iniziava comunque col piede giusto la seconda fase della Champions, in cui Javier Zanetti e soci – abbinati in precedenza ai transalpini nonché a Rosenborg e Ajax – passeggiarono sul Newcastle per poi regolare con maggiore sofferenza il Bayer Leverkusen, squadra già finalista nell'edizione precedente della competizione. Un temporaneo aggancio ai rivali sarà vanificato in gennaio, quando la formazione orfana di Crespo per praticamente tutto la seconda metà di stagione (lesionatosi un adduttore) cadeva a Perugia recriminando per erronee decisioni dell'arbitro Bertini; come alternativa all'infortunata punta ecco giungere un Batistuta ormai a fine carriera, recando più esperienza che sostanza.
Fatale ai lombardi, protagonisti del breve comando solitario in inverno, un altro «scivolone» al Bentegodi: deludente anche la trasferta al Camp Nou, che pure non incideva sulla qualificazione. Vissuta una domenica in coabitazione con la Juventus, i meneghini si presentarono reduci dal nulla di fatto coi catalani allo scontro diretto del 2 marzo 2003.
Un importante crocevia in chiave-scudetto era nettamente favorevole ai piemontesi, agevolati dall'autogol in partenza di Guglielminpietro. Rivelato all'Europa il talento del giovane africano Martins, decisivo per accedere ai quarti di finale, i nerazzurri persero punti fondamentali dai sabaudi in primavera: a sferrare il colpo del knock-out erano i fratelli Inzaghi, che con maglie diverse precipitarono la squadra a 8 lunghezze dai campioni d'Italia.
Sofferto anche il doppio incrocio che vide prevalere la squadra meneghina contro i campioni di Spagna del Valencia, avente, tra gli altri, in Vieri il cannoniere e in Toldo una «saracinesca» insuperabile: uno stiramento muscolare poneva ai box il numero 32, impoverendo ulteriormente l'attacco in vista della semifinale coi rossoneri. La prima tappa dell'acceso confronto – occasione resa ancor più ghiotta dalla posta in palio utile a vendicare un anticipato successo juventino in campionato – terminò a reti bianche, arroventando ulteriormente il retour match: Martins rispose a Shevchenko, prima che una difficoltosa parata di Abbiati su Kallon blindasse punteggio e qualificazione.
Il criterio delle marcature in campo avverso premiò Maldini e compagni poiché ospiti nominali del ritorno, mentre una piazza d'onore conquistata a −7 dagli uomini di Lippi valeva un biglietto per la successiva edizione senza passare dai preliminari: magra soddisfazione anche per Bobo, laureatosi miglior marcatore del torneo con 24 centri in 23 apparizioni.

## Divise e sponsor

Il neoacquisto Daniele Adani in gol nella trasferta di Empoli con indosso la seconda divisa sbarrata

Lo sponsor tecnico per la stagione 2002-2003 fu la Nike, mentre lo sponsor ufficiale fu Pirelli.
| Casa | Trasferta | Terza divisa | 1ª portiere | 2ª portiere |

## Organigramma societario
Area direttiva
- Presidente: Massimo Moratti
- Vice Presidente: Giacinto Facchetti
- Amministratore delegato: Rinaldo Ghelfi
- Segretario Generale: Luciano Cucchia
- Direttore Generale: Massimo Moretti
- Responsabile amministrativo: Paolo Pessina
- Direttore organizzativo: Guido Susini
- Consigliere delegato inter-active: Jefferson Merlin Slack

Area comunicazione
- Direttore comunicazione e team manager: Bruno Bartolozzi
- Direttore editoriale: Susanna Wermelinger
- Ufficio Stampa: Giuseppe Sapienza

Area tecnica
- Direttore tecnico: Gabriele Oriali
- Direttore sportivo: Giuliano Terraneo
- Allenatore: Héctor Cúper
- Allenatore in seconda: Mario Gómez
- Consulente scientifico: Gian Nicola Bisciotti
- Preparatore atletico: Juan Manuel Alfano e Claudio Gaudino

Area sanitaria
- Responsabile sanitario: Franco Combi
- Medico sociale: Fabio Forloni
- Massofisioterapisti: Marco Morelli, Silvano Cotti, Massimo Della Casa, Marco Della Casa

## Rosa
Di seguito la rosa.
| N. |                         | Ruolo | Calciatore                |
| -- | ----------------------- | ----- | ------------------------- |
| 1  | Italia (bandiera)       | P     | Francesco Toldo           |
| 2  | Colombia (bandiera)     | D     | Iván Córdoba              |
| 3  | Sierra Leone (bandiera) | A     | Mohammed Kallon           |
| 4  | Argentina (bandiera)    | D     | Javier Zanetti (capitano) |
| 5  | Turchia (bandiera)      | C     | Emre Belözoğlu            |
| 6  | Italia (bandiera)       | C     | Cristiano Zanetti         |
| 7  | Portogallo (bandiera)   | C     | Sérgio Conceição          |
| 8  | Spagna (bandiera)       | C     | Francisco Farinós         |
| 9  | Argentina (bandiera)    | A     | Hernán Crespo             |
| 10 | Italia (bandiera)       | C     | Domenico Morfeo           |
| 11 | Argentina (bandiera)    | C     | Andrés Guglielminpietro   |
| 12 | Italia (bandiera)       | P     | Alberto Fontana           |
| 13 | Italia (bandiera)       | D     | Fabio Cannavaro           |
| 14 | Italia (bandiera)       | C     | Luigi Di Biagio           |
| 15 | Italia (bandiera)       | D     | Daniele Adani             |
| 16 | Uruguay (bandiera)      | D     | Gonzalo Sorondo           |
| 17 | Italia (bandiera)       | D     | Michele Serena            |
| 18 | Francia (bandiera)      | C     | Stéphane Dalmat           |
| 19 | Italia (bandiera)       | A     | Bernardo Corradi          |

| N. |                      | Ruolo | Calciatore        |
| -- | -------------------- | ----- | ----------------- |
| 19 | Argentina (bandiera) | A     | Gabriel Batistuta |
| 20 | Uruguay (bandiera)   | A     | Álvaro Recoba     |
| 21 | Italia (bandiera)    | C     | Nicola Beati      |
| 22 | Turchia (bandiera)   | C     | Okan Buruk        |
| 23 | Italia (bandiera)    | D     | Marco Materazzi   |
| 24 | Paraguay (bandiera)  | D     | Carlos Gamarra    |
| 25 | Argentina (bandiera) | C     | Matías Almeyda    |
| 26 | Italia (bandiera)    | D     | Giovanni Pasquale |
| 27 | Francia (bandiera)   | P     | Mathieu Moreau    |
| 28 | Italia (bandiera)    | C     | Mario Rebecchi    |
| 30 | Nigeria (bandiera)   | A     | Obafemi Martins   |
| 31 | Argentina (bandiera) | D     | Nelson Vivas      |
| 32 | Italia (bandiera)    | A     | Christian Vieri   |
| 39 | Italia (bandiera)    | D     | Salvatore Ferraro |
| 40 | Italia (bandiera)    | D     | Luca Franchini    |
| 41 | Italia (bandiera)    | D     | Nicola Napolitano |
| 77 | Italia (bandiera)    | D     | Francesco Coco    |
| 78 | Italia (bandiera)    | A     | Nicola Ventola    |

## Calciomercato

### Sessione estiva(dall'1/7 al 31/8)
| Acquisti | Acquisti         | Acquisti   | Acquisti                  |
| R.       | Nome             | da         | Modalità                  |
| -------- | ---------------- | ---------- | ------------------------- |
| D        | Daniele Adani    | Fiorentina | svincolato                |
| D        | Fabio Cannavaro  | Parma      | definitivo (23 milioni €) |
| D        | Francesco Coco   | Milan      | definitivo                |
| C        | Matías Almeyda   | Parma      | definitivo                |
| C        | Domenico Morfeo  | Fiorentina | svincolato                |
| A        | Hernán Crespo    | Lazio      | definitivo (30 milioni €) |
| A        | Bernardo Corradi | Chievo     | definitivo                |

| Cessioni | Cessioni         | Cessioni    | Cessioni                  |
| R.       | Nome             | a           | Modalità                  |
| -------- | ---------------- | ----------- | ------------------------- |
| D        | Bruno Cirillo    | Lecce       | definitivo                |
| D        | Vratislav Greško | Parma       | definitivo                |
| D        | Dario Šimić      | Milan       | definitivo                |
| C        | Clarence Seedorf | Milan       | definitivo                |
| A        | Adriano          | Parma       | compartecipazione         |
| A        | Ronaldo          | Real Madrid | definitivo (45 milioni €) |
| A        | Bernardo Corradi | Lazio       | definitivo                |

### Sessione invernale(dal 2/1 all'1/2)
| Acquisti | Acquisti          | Acquisti | Acquisti |
| R.       | Nome              | da       | Modalità |
| -------- | ----------------- | -------- | -------- |
| A        | Gabriel Batistuta | Roma     | prestito |

| Cessioni | Cessioni          | Cessioni   | Cessioni          |
| R.       | Nome              | a          | Modalità          |
| -------- | ----------------- | ---------- | ----------------- |
| D        | Salvatore Ferraro | Milan      | compartecipazione |
| C        | Francisco Farinós | Villarreal | prestito          |

## Risultati

### Serie A

#### Girone di andata
| Arbitro: | Pellegrino (Barcellona Pozzo di Gotto) |

|                                          |           |                                               |
| Di Natale 16’ Vannucchi 61’ Tavano 90+2’ | Marcatori | 6’ Crespo 11’ J. Zanetti 51’ Recoba 85’ Adani |

| Arbitro: | Bertini (Arezzo) |

|           |           |  |
| Vieri 23’ | Marcatori |  |

| Arbitro: | Rodomonti (Teramo) |

|                       |           |                       |
| Nakamura 90+2’ (rig.) | Marcatori | 7’ Vieri 90+3’ Recoba |

| Arbitro: | Racalbuto (Gallarate) |

|                       |           |              |
| Vieri 15’, 78’ (rig.) | Marcatori | 3’ Marazzina |

| Arbitro: | Paparesta (Bari) |

|             |           |                                          |
| Maresca 73’ | Marcatori | 36’, 51’ Di Biagio 69’ Recoba 85’ Crespo |

| Arbitro: | Collina (Viareggio) |

|             |           |                      |
| Vieri 90+5’ | Marcatori | 89’ (rig.) Del Piero |

| Arbitro: | Treossi (Forlì) |

|                           |           |  |
| Materazzi 67’ Vieri 90+2’ | Marcatori |  |

| Arbitro: | Collina (Viareggio) |

|  |           |                      |
|  | Marcatori | 58’ Vieri 65’ Recoba |

| Arbitro: | Farina (Novi Ligure) |

|          |           |                         |
| Vieri 3’ | Marcatori | 25’ Jørgensen 55’ Muzzi |

| Arbitro: | Racalbuto (Gallarate) |

|                            |           |                     |
| Montella 59’ Batistuta 75’ | Marcatori | 58’ Morfeo 89’ Okan |

| Arbitro: | Paparesta (Bari) |

|              |           |  |
| Serginho 13’ | Marcatori |  |

| Arbitro: | Pellegrino (Barcellona Pozzo di Gotto) |

|                         |           |  |
| Vieri 3’, 13’, 57’, 84’ | Marcatori |  |

| Arbitro: | Rosetti (Torino) |

|                               |           |                                |
| C. López 10’ (rig.), 31’, 37’ | Marcatori | 38’ (aut.) Couto 67’, 76’ Emre |

| Arbitro: | Bertini (Arezzo) |

|            |           |  |
| Kallon 70’ | Marcatori |  |

| Arbitro: | Collina (Viareggio) |

|          |           |                                 |
| Mutu 56’ | Marcatori | 37’ Di Biagio 76’ (rig.) Recoba |

| Arbitro: | Gabriele (Frosinone) |

|                      |           |  |
| Recoba 6’ Crespo 22’ | Marcatori |  |

| Arbitro: | Bertini (Arezzo) |

|                                                |           |                  |
| Zé Maria 10’ (rig.) Vryzas 34’, 63’ Fusani 55’ | Marcatori | 79’ (rig.) Vieri |

#### Girone di ritorno
| Arbitro: | Rodomonti (Teramo) |

|                     |           |  |
| Vieri 70’, 73’, 85’ | Marcatori |  |

| Arbitro: | Racalbuto (Gallarate) |

|  |           |                    |
|  | Marcatori | 48’ Vieri 57’ Okan |

| Arbitro: | De Santis (Tivoli) |

|                           |           |  |
| Vieri 10’ Kallon 39’, 42’ | Marcatori |  |

| Arbitro: | Racalbuto (Gallarate) |

|                               |           |           |
| Corini 22’ (rig.), 36’ (rig.) | Marcatori | 69’ Vieri |

| Arbitro: | Gabriele (Frosinone) |

|                              |           |            |
| Batistuta 64’ Vieri 65’, 67’ | Marcatori | 90’ Hübner |

| Arbitro: | Paparesta (Bari) |

|                                          |           |  |
| Guly 4’ (aut.) Nedvěd 34’ Camoranesi 83’ | Marcatori |  |

| Arbitro: | Pellegrino (Barcellona Pozzo di Gotto) |

|          |           |                |
| Cruz 23’ | Marcatori | 9’, 85’ Recoba |

| Arbitro: | De Santis (Tivoli) |

|                                            |           |  |
| Batistuta 14’ Di Biagio 25’ Vieri 56’, 76’ | Marcatori |  |

| Arbitro: | Paparesta (Bari) |

|                        |           |             |
| Muzzi 48’ Iaquinta 55’ | Marcatori | 73’ Córdoba |

| Arbitro: | Collina (Viareggio) |

|                               |           |                                               |
| Vieri 52’ Recoba 59’ Emre 77’ | Marcatori | 46’ Cassano 82’ (aut.) Di Biagio 84’ Montella |

| Arbitro: | Rosetti (Torino) |

|  |           |                |
|  | Marcatori | 62’ F. Inzaghi |

| Arbitro: | Farina (Novi Ligure) |

|  |           |              |
|  | Marcatori | 90+3’ Crespo |

| Arbitro: | Collina (Viareggio) |

|            |           |                |
| Crespo 43’ | Marcatori | 77’ S. Inzaghi |

| Arbitro: | Tombolini (Ancona) |

|              |           |             |
| Gautieri 71’ | Marcatori | 13’ Martins |

| Arbitro: | Ayroldi (Molfetta) |

|            |           |          |
| Kallon 37’ | Marcatori | 64’ Mutu |

| Arbitro: | Treossi (Forlì) |

|  |           |                             |
|  | Marcatori | 28’ (aut.) Pavan 36’ Kallon |

| Arbitro: | Trentalange (Torino) |

|                 |           |                         |
| Crespo 10’, 56’ | Marcatori | 46’ Obodo 89’ Di Loreto |

### Coppa Italia

#### Ottavi di finale
| Arbitro: | Russo (Nola) |

|                |           |  |
| D'Agostino 25’ | Marcatori |  |

| Arbitro: | Cassarà (Palermo) |

|               |           |                                  |
| Conceição 56’ | Marcatori | 59’ (aut.) Gamarra 90+4’ Spinesi |

### Champions League

#### Terzo turno preliminare
| Lisbona 14 agosto 2002, ore 22:00 CEST Andata | Sporting Lisbona | 0 – 0 referto | Inter | Estádio José Alvalade (25.650 spett.)\| Arbitro: \| Pedersen \| |
| Arbitro:                                      | Pedersen         |               |       |                                                                 |

| Arbitro: | Temmink |

|                          |           |  |
| Di Biagio 30’ Recoba 43’ | Marcatori |  |

#### Prima fase a gironi
| Arbitro: | Marin |

|                  |           |                 |
| Karadas 52’, 65’ | Marcatori | 33’, 79’ Crespo |

| Arbitro: | Dougal |

|            |           |  |
| Crespo 75’ | Marcatori |  |

| Arbitro: | Mejuto González |

|               |           |                        |
| Cannavaro 73’ | Marcatori | 21’ Govou 60’ Anderson |

| Arbitro: | Nielsen |

|                                |           |                                   |
| Anderson 21’, 75’ Carrière 44’ | Marcatori | 31’ (aut.) Caçapa 56’, 66’ Crespo |

| Arbitro: | De Bleeckere |

|                                           |           |  |
| Recoba 31’ Saarinen 52’ (aut.) Crespo 72’ | Marcatori |  |

| Arbitro: | Meier |

|                     |           |                 |
| van der Vaart 90+4’ | Marcatori | 50’, 52’ Crespo |

#### Seconda fase a gironi
| Arbitro: | Bré |

|            |           |                                             |
| Solano 72’ | Marcatori | 2’ Morfeo 35’ Almeyda 45’ Crespo 81’ Recoba |

| Arbitro: | Dallas |

|                                    |           |                         |
| Di Biagio 15’, 27’ Butt 80’ (aut.) | Marcatori | 63’ Živković 90’ França |

| Arbitro: | Frisk |

|                                  |           |  |
| Saviola 7’ Cocu 29’ Kluivert 67’ | Marcatori |  |

| Milano 26 febbraio 2003, ore 20:45 CET 4ª giornata | Inter | 0 – 0 referto | Barcellona | Stadio Giuseppe Meazza (71.740 spett.)\| Arbitro: \| Meier \| |
| Arbitro:                                           | Meier |               |            |                                                               |

| Arbitro: | Batista |

|                       |           |                  |
| Vieri 47’ Córdoba 61’ | Marcatori | 42’, 49’ Shearer |

| Arbitro: | Dallas |

|  |           |                      |
|  | Marcatori | 36’ Martins 90’ Emre |

#### Fase ad eliminazione diretta
| Arbitro: | Merk |

|           |           |  |
| Vieri 14’ | Marcatori |  |

| Arbitro: | Nielsen |

|                     |           |          |
| Aimar 7’ Baraja 51’ | Marcatori | 5’ Vieri |

| Milano 7 maggio 2003, ore 20:45 CET Semifinale - Andata | Milan  | 0 – 0 referto | Inter | Stadio Giuseppe Meazza (78.175 spett.)\| Arbitro: \| Ivanov \| |
| Arbitro:                                                | Ivanov |               |       |                                                                |

| Arbitro: | Veissière |

|             |           |                |
| Martins 84’ | Marcatori | 45+1’ Ševčenko |

## Statistiche

### Statistiche di squadra
Statistiche aggiornate al 24 maggio 2003.
| Competizione     | Punti | In casa | In casa | In casa | In casa | In casa | In casa | In trasferta | In trasferta | In trasferta | In trasferta | In trasferta | In trasferta | Totale | Totale | Totale | Totale | Totale | Totale | DR |
| Competizione     | Punti | G       | V       | N       | P       | Gf      | Gs      | G            | V            | N            | P            | Gf           | Gs           | G      | V      | N      | P      | Gf     | Gs     | DR |
| ---------------- | ----- | ------- | ------- | ------- | ------- | ------- | ------- | ------------ | ------------ | ------------ | ------------ | ------------ | ------------ | ------ | ------ | ------ | ------ | ------ | ------ | -- |
| Serie A          | 65    | 17      | 10      | 5       | 2       | 34      | 13      | 17           | 9            | 3            | 5            | 30           | 25           | 34     | 19     | 8      | 7      | 64     | 38     | 26 |
| Coppa Italia     | -     | 1       | 0       | 0       | 1       | 1       | 2       | 1            | 0            | 0            | 1            | 0            | 1            | 2      | 0      | 0      | 2      | 1      | 3      | −2 |
| Champions League | -     | 9       | 5       | 3       | 1       | 14      | 10      | 9            | 3            | 4            | 2            | 14           | 9            | 18     | 8      | 7      | 3      | 28     | 19     | 9  |
| Totale           | -     | 27      | 15      | 8       | 4       | 49      | 25      | 27           | 12           | 7            | 8            | 44           | 35           | 54     | 27     | 15     | 12     | 93     | 60     | 33 |

### Statistiche dei giocatori
Sono in corsivo i calciatori che hanno lasciato la società a stagione in corso.
| Giocatore           | Serie A  | Serie A | Serie A     | Serie A    | Coppa Italia | Coppa Italia | Coppa Italia | Coppa Italia | Champions League | Champions League | Champions League | Champions League | Totale   | Totale | Totale      | Totale     |
| Giocatore           | Presenze | Reti    | Ammonizioni | Espulsioni | Presenze     | Reti         | Ammonizioni  | Espulsioni   | Presenze         | Reti             | Ammonizioni      | Espulsioni       | Presenze | Reti   | Ammonizioni | Espulsioni |
| ------------------- | -------- | ------- | ----------- | ---------- | ------------ | ------------ | ------------ | ------------ | ---------------- | ---------------- | ---------------- | ---------------- | -------- | ------ | ----------- | ---------- |
| D. Adani            | 7        | 1       | 0           | 0          | 0            | 0            | 0            | 0            | 4                | 0                | 0                | 0                | 11       | 1      | 0           | 0          |
| M. Almeyda          | 16       | 0       | 1           | 0          | 0            | 0            | 0            | 0            | 10               | 1                | 1                | 0                | 26       | 1      | 2           | 0          |
| M. Altobelli        | 0        | 0       | 0           | 0          | 1            | 0            | 0            | 0            | 0                | 0                | 0                | 0                | 1        | 0      | 0           | 0          |
| G. Batistuta        | 12       | 2       | 0           | 0          | 0            | 0            | 0            | 0            | 0                | 0                | 0                | 0                | 12       | 2      | 0           | 0          |
| N. Beati            | 2        | 0       | 0           | 0          | 2            | 0            | 0            | 0            | 1                | 0                | 0                | 0                | 5        | 0      | 0           | 0          |
| E. Belözoğlu        | 25       | 3       | 4           | 0          | 0            | 0            | 0            | 0            | 12               | 1                | 1                | 1                | 37       | 4      | 5           | 1          |
| O. Buruk            | 15       | 2       | 2           | 1          | 0            | 0            | 0            | 0            | 7                | 0                | 0                | 0                | 22       | 2      | 2           | 1          |
| F. Cannavaro        | 28       | 0       | 4           | 0          | 0            | 0            | 0            | 0            | 12               | 1                | 6                | 1                | 40       | 1      | 10          | 1          |
| F. Coco             | 20       | 0       | 1           | 0          | 0            | 0            | 0            | 0            | 12               | 0                | 1                | 0                | 32       | 0      | 2           | 0          |
| S. Conceição        | 19       | 0       | 3           | 1          | 1            | 1            | 0            | 0            | 13               | 0                | 1                | 0                | 33       | 1      | 4           | 1          |
| I. Córdoba          | 28       | 1       | 9           | 1          | 1            | 0            | 0            | 0            | 15               | 1                | 3                | 0                | 44       | 2      | 12          | 1          |
| B. Corradi          | 0        | 0       | 0           | 0          | 0            | 0            | 0            | 0            | 1                | 0                | 0                | 0                | 1        | 0      | 0           | 0          |
| H. Crespo           | 18       | 7       | 1           | 0          | 0            | 0            | 0            | 0            | 12               | 9                | 1                | 0                | 30       | 16     | 2           | 0          |
| S. Dalmat           | 15       | 0       | 1           | 0          | 0            | 0            | 0            | 0            | 10               | 0                | 0                | 0                | 25       | 0      | 1           | 0          |
| L. Di Biagio        | 25       | 4       | 9           | 1          | 0            | 0            | 0            | 0            | 16               | 3                | 3                | 0                | 41       | 7      | 12          | 1          |
| F. Farinós          | 2        | 0       | 0           | 0          | 2            | 0            | 0            | 0            | 0                | 0                | 0                | 0                | 4        | 0      | 0           | 0          |
| A. Fontana          | 2        | -1      | 0           | 0          | 1            | -1           | 0            | 0            | 0                | 0                | 0                | 0                | 3        | -2     | 0           | 0          |
| L. Franchini        | 1        | 0       | 0           | 0          | 1            | 0            | 0            | 0            | 0                | 0                | 0                | 0                | 2        | 0      | 0           | 0          |
| C. Gamarra          | 14       | 0       | 2           | 0          | 2            | 0            | 0            | 0            | 4                | 0                | 0                | 0                | 20       | 0      | 2           | 0          |
| A. Guglielminpietro | 7        | 0       | 0           | 0          | 2            | 0            | 0            | 0            | 6                | 0                | 0                | 0                | 15       | 0      | 0           | 0          |
| M. Kallon           | 9        | 5       | 1           | 0          | 2            | 0            | 0            | 0            | 6                | 0                | 0                | 0                | 17       | 5      | 1           | 0          |
| O. Martins          | 4        | 1       | 0           | 0          | 2            | 0            | 0            | 0            | 4                | 2                | 1                | 0                | 10       | 3      | 1           | 0          |
| M. Materazzi        | 20       | 1       | 1           | 0          | 0            | 0            | 0            | 0            | 13               | 0                | 2                | 0                | 33       | 1      | 3           | 0          |
| M. Moreau           | 0        | 0       | 0           | 0          | 0            | 0            | 0            | 0            | 0                | 0                | 0                | 0                | 0        | 0      | 0           | 0          |
| D. Morfeo           | 17       | 1       | 3           | 1          | 0            | 0            | 0            | 0            | 10               | 1                | 4                | 0                | 27       | 2      | 7           | 1          |
| N. Napolitano       | 2        | 0       | 0           | 0          | 2            | 0            | 1            | 0            | 0                | 0                | 0                | 0                | 4        | 0      | 1           | 0          |
| G. Pasquale         | 18       | 0       | 5           | 0          | 1            | 0            | 0            | 0            | 10               | 0                | 2                | 0                | 29       | 0      | 7           | 0          |
| A. Potenza          | 0        | 0       | 0           | 0          | 1            | 0            | 0            | 0            | 0                | 0                | 0                | 0                | 1        | 0      | 0           | 0          |
| M. Rebecchi         | 0        | 0       | 0           | 0          | 1            | 0            | 0            | 0            | 0                | 0                | 0                | 0                | 1        | 0      | 0           | 0          |
| A. Recoba           | 27       | 9       | 2           | 0          | 1            | 0            | 0            | 0            | 14               | 3                | 0                | 1                | 42       | 12     | 2           | 1          |
| F. Toldo            | 32       | -37     | 1           | 0          | 1            | -2           | 0            | 0            | 18               | -19              | 2                | 0                | 51       | -58    | 3           | 0          |
| C. Vieri            | 23       | 24      | 2           | 1          | 0            | 0            | 0            | 0            | 14               | 3                | 4                | 0                | 37       | 27     | 6           | 1          |
| N. Vivas            | 6        | 0       | 2           | 0          | 0            | 0            | 0            | 0            | 0                | 0                | 0                | 0                | 6        | 0      | 2           | 0          |
| C. Zanetti          | 17       | 0       | 5           | 1          | 1            | 0            | 0            | 0            | 6                | 0                | 3                | 0                | 24       | 0      | 8           | 1          |
| J. Zanetti          | 34       | 1       | 2           | 0          | 1            | 0            | 1            | 0            | 18               | 0                | 1                | 0                | 53       | 1      | 4           | 0          |